# SN 2007ix
SN 2007ix – supernowa typu Ia odkryta 3 września 2007 roku w galaktyce A005130-0056. W momencie odkrycia miała maksymalną jasność 20,60m.